# San Giovanni in Marignano
San Giovanni in Marignano is een gemeente in de Italiaanse provincie Rimini (regio Emilia-Romagna) en telt 8226 inwoners (31-12-2004). De oppervlakte bedraagt 21,2 km², de bevolkingsdichtheid is 372 inwoners per km².
De volgende frazioni maken deel uit van de gemeente: Santa Maria in Pietrafitta, Montalbano, Pianventena.

## Demografie
San Giovanni in Marignano telt ongeveer 3136 huishoudens. Het aantal inwoners steeg in de periode 1991-2001 met 8,5% volgens cijfers uit de tienjaarlijkse volkstellingen van ISTAT.

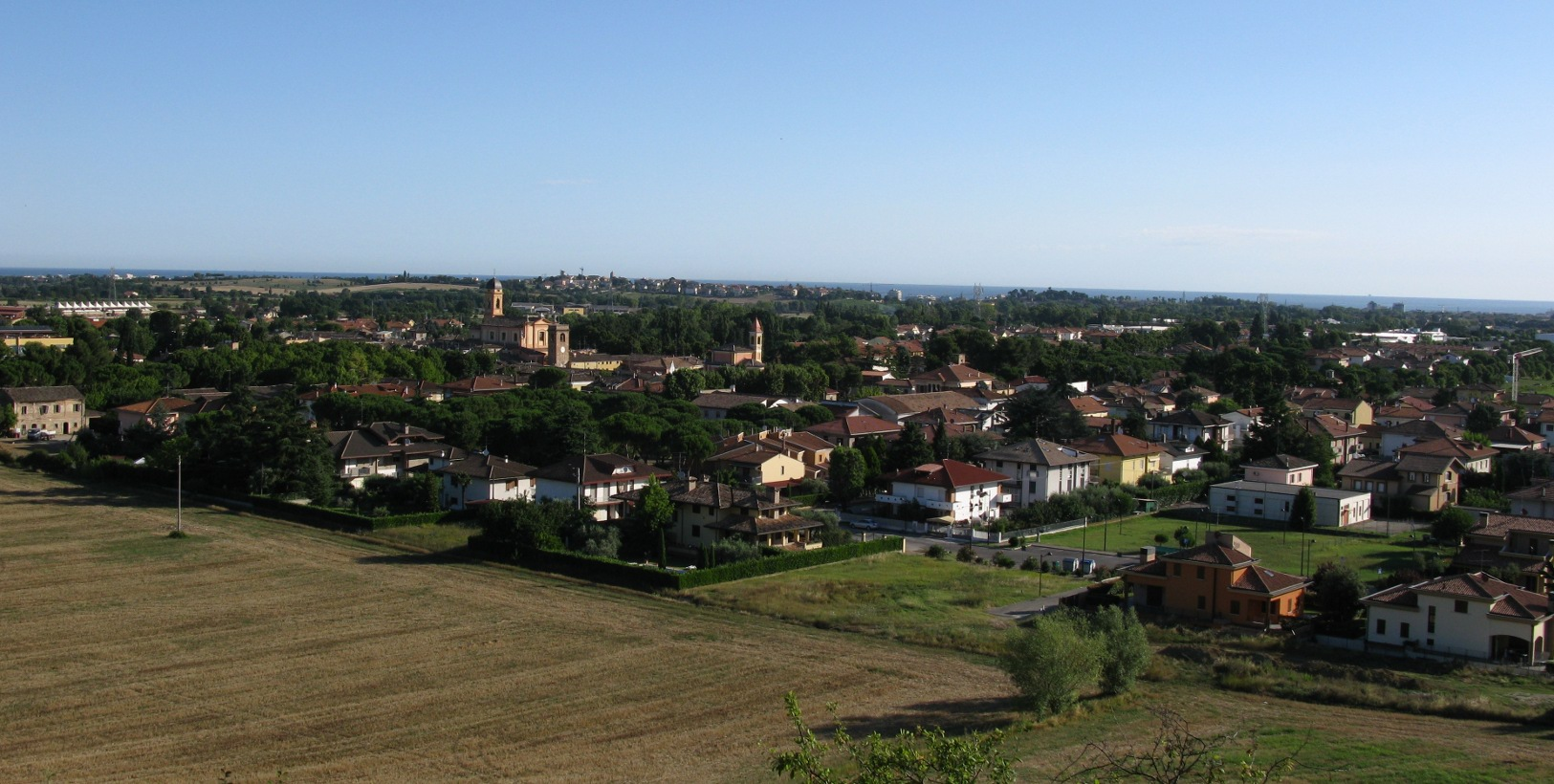
San Giovanni in Marignano

| Jaar | Inwoneraantal |
| ---- | ------------- |
| 1991 | 7208          |
| 2001 | 7822          |

## Geografie
De gemeente ligt op ongeveer 30 meter boven zeeniveau.
San Giovanni in Marignano grenst aan de volgende gemeenten: Cattolica, Gradara (PU), Misano Adriatico, Morciano di Romagna, Saludecio, San Clemente, Tavullia (PU).